# Dénia

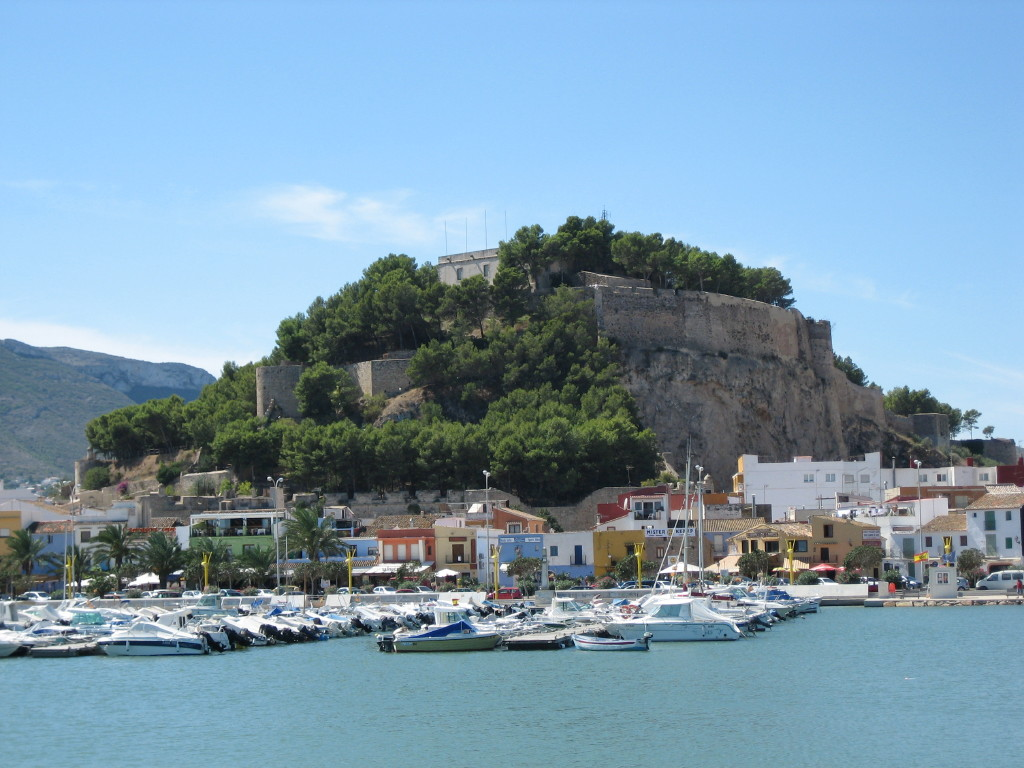
Dénia

Dénia (hiszp. Denia) – miasto i gmina we wschodniej Hiszpanii, we wspólnocie autonomicznej Walencja, prowincji Alicante i comarce Marina Alta. Znany kurort nad wybrzeżem Morza Śródziemnego, w środkowej części Costa Blanca.
Miasto liczy 41 553 mieszkańców (stan na 01.01.2015 r.) i jest popularnym celem wypoczynku francuskich oraz niemieckich turystów. Dojazd ułatwia wąskotorowa kolej obsługiwana przez FGV, łącząca miasto z Benidormem i Alicante (z przesiadką). Promy morskie kursują natomiast na Majorkę i Ibizę. Latem w Dénii odbywają się regaty żeglarskie przyciągające setki turystów korzystających z jachtów.
Główne atrakcje to 15 km piaszczystych plaż, trasy rowerowe, marina, mauretański zamek na wzgórzu (zamknięty od 13:00 do 17:00), schron z okresu wojny domowej oraz Park Naturalny góry Montgo (753 m n.p.m.). Niewielka starówka wokół portu wypełniona jest przez restauracje serwujące tradycyjne dania regionalne z ryb oraz paellę. Miejska informacja turystyczna znajduje się naprzeciwko dworca tramwajowego FGV (nieczynna w godzinach od 13:00 do 17:00).
Najsłynniejszą cykliczną imprezą odbywającą się w mieście jest Bous a la Mar (pol. "Byk w morzu") – święto byków, organizowane od 1926 w pierwszej połowie lipca (m.in. uliczna gonitwa i walki na arenie zlokalizowanej nad brzegiem morza).
W miejscowości zmarł polski pisarz emigracyjny Wiktor Trościanko.